# 柳町隆造
柳町隆造（日語平假名：やなぎまち りゅうぞう，1928年8月27日—2023年9月27日），日本生物学家，在哺乳动物受精过程和受精机制研究领域，做出了杰出的贡献。他是人类辅助生殖技术——体外受精（IVF）、胞浆内单精子注射（ICSI）的奠基人，同时也是动物克隆领域的先驱。1997年在夏威夷大学马诺阿分校，首次使用卵丘细胞成功获得克隆小鼠，创立“火奴鲁鲁技术”（"Honolulu technique"）。

## 生平
柳町隆造係1928年生于日本北海道江別市，1952年于北海道大学获得动物学学士学位，1960年获得动物胚胎学博士学位，随后在高中任教一年。
随后申请进入了张明觉博士的实验生物学实验室，进行博士后研究。在研究期间，他系统地开展了仓鼠卵母细胞体外受精研究，为人类和其他哺乳动物卵母细胞的体外受精体系的建立，奠定了坚实的基础。1964年，柳町隆造回到北海道大学担任临时讲师，以期获得助教职位，但最终未能如愿以偿。
1966年，柳町隆造结束了自己在夏威夷大学的助教生涯，成为了约翰伯恩斯医学院的全职教授，主要进行解剖学、生物化学、生理学和繁殖学研究。2004年，在结束自己38年的工作生涯后，他光荣退休，成为夏威夷大学名誉教授，但他仍然与其弟子进行研究工作。他与儿童心理学家Hiroko成婚，Hiroko在美国由于语言问题找不到工作，在他的实验室担任电子显微镜实验师。二人相濡以沫，幸福一生。

## 克隆经历
1998年，柳町实验室在《自然》上发表论文，首次报道用体细胞成功克隆小鼠，并将此种克隆方法命名为“火奴鲁鲁技术”（Honolulu technique），该克隆小鼠命名为Cumulina，其供体细胞为小鼠卵丘细胞。文章发表时，他们使用该技术获得了三代、共50余只克隆小鼠。
这项工作是由被称为”柳町團隊”（Team Yanagimachi 或 Team Yana）的国际研究团队完成的，该团队成员有：Teruhiko Wakayama（日本）、Anthony Perry（英国）、Maurizio Zuccotti（意大利）以及K. R. Johnson（美国）。
由于Nature文章的发表，金钱和声誉滚滚而来，柳町实验室也从使用了三十年的老房子搬进了位于约翰伯恩斯医学院实验中心新建的生物发生研究所（Institute for Biogenesis Research），为进一步的研究创造了优越的条件。
柳町实验室和他的合作者们继续在克隆领域取得进步，1999年首次使用体细胞获得雄性克隆动物，2004年成功克隆雄性不育小鼠，这一成果为人类不育症研究中动物模型的建立奠定了坚实的基础。
柳町使用“火奴鲁鲁技术”（"Honolulu technique"）获得的克隆小鼠，现在被展览于夏威夷博物馆和芝加哥科学与工业博物馆。

## 1960年前后的主要工作
1960年开始进行哺乳动物受精研究之前，柳町主要进行鱼类受精和根头目甲壳动物性组织的研究工作。他发现，鱼的精子以钙依赖性的方式，趋化性运动到达卵孔，完成受精过程。在根头目中，他发现成体并不是人们所认为的双性的（hermaphroditic），而是雌雄同体的（bisexual）；成体所谓的“睾丸”，是雄性幼虫细胞寄生其上形成的。这一发现使根头目及其相关动物的研究取得了革命性的进展。
他自1960年以来的主要工作是研究哺乳动物受精的过程和机制，以及创立并完善辅助生殖技术。他在1994年发表的综述上系统的阐述了哺乳动物受精的过程和机制，堪称经典之作。他的研究小组率先采用胞浆内单精子注射的方法克服了许多形式的男性不育。他们第一次用圆形精子细胞、精原细胞以及冻干精子产生正常的小鼠后代。
柳町于2005年退休，但仍然继续从事哺乳动物受精及繁殖的研究工作，同时也重新开始了鱼类和昆虫受精过程的研究。

## 荣誉
- 动物学会奖，日本，1977
- 繁殖学会最佳研究奖，美国，1982
- 夏威夷大学杰出研究成果奖，美国，1989
- Serono会议最佳成果奖，美国，1989
- 生殖学会马歇尔奖，英国，1994
- 国际生物学奖，日本，1996
- 罗马大学哲学荣誉学位，意大利，1997
- 美国男科学会最佳男科学奖，美国，1998
- 波兰科学院院士，波兰，1998
- 繁殖学会卡尔·G·哈特曼奖，美国，1999
- 帕维亚大学哲学荣誉学位，意大利，1999
- 欧洲人类生殖及胚胎学会荣誉会员，1999
- 国际胚胎移植学会先驱奖，2000
- 美国国家科学院院士，美国，2001
- 北海道大学哲学荣誉学位，日本，2002
- 美国国家儿童健康和人类发展研究所最高荣誉，美国，2003
- 唐纳德·亨利·巴伦讲座，佛罗里达大学，2003
- 繁殖研究先驱奖，2012